# Чък Шумър
Чарлз Елис „Чък“ Шумър на английски: Charles Ellis „Chuck“ Schumer роден на 23 ноември 1950 г., е американски политик от Демократическата партия, който е сенатор от щата Ню Йорк от 1999 г. През ноември 2016 г. е избран за лидер на Демократическата фракция в Сената.

## Ранни години
Шумър е роден в Бруклин, Ню Йорк, в еврейско семейство. Родителите му са Селма Росен и Авраам Шумер.